# Boris Kordemsky
Boris A. Kordemsky (em russo:  Борис Анастасьевич Кордемский; Kiknur, 23 de maio de 1907 – 1999) foi um matemático e educador russo. É mais conhecido por seus livros sobre divulgação científica e quebra-cabeças matemáticos.
Kordemsky obteve um doutorado em educação em 1956 e lecionou em diversos colégios em Moscou.